# Менесес, Видалус
Видалус Менесес Роблето (исп. Vidaluz Meneses Robleto; 28 мая 1944 — 27 июля 2016) — никарагуанская поэтесса, библиотекарь, педагог и общественный деятель.

## Биография
Видалус Менесес Роблето была дочерью Виды Роблето Валле и генерала Эдмундо Менесеса Кантареро. В 1977 году присоединилась к Сандинистскому фронту национального освобождения. Она получила степень бакалавра гуманитарных наук и дополнительную специальность по библиотечному делу в Центральноамериканском университете.
Стала деканом факультета искусств и литературы. Была соучредительницей Ассоциации писателей Никарагуа (ANIDE), её первым президентом и председателем совета директоров в разное время, последний раз в 2007—2009 годах. Также была директором никарагуанского отделения PEN International.
Вместе с Джокондой Белли и Мишель Нахлис Менесес считается одной из самых выдающихся никарагуанских поэтесс 1970-х годов.
В 2013 году она получила Международную латиноамериканскую книжную премию за свою двуязычную книгу стихов «Пламя в воздухе» (Llama guardada), а в 2014 году — Орден кавалера Почетного легиона Франции за вклад в искусство и литературу.
Её работы, переведенные на шесть языков, также включают «Llama en el Aire — Antología poética 1974 al 1990» (1991), «Literatura para niños en Nicaragua» (1995), сборник стихов «Todo es igual y distinto» (2004) и антологии Sonreír cuando los ojos están serios и La lucha es el másalto de los cantos (оба 2006).
Видалус Менесес Роблето скончалась 27 июля 2016 года в возрасте 72 лет.